# Barnidrott

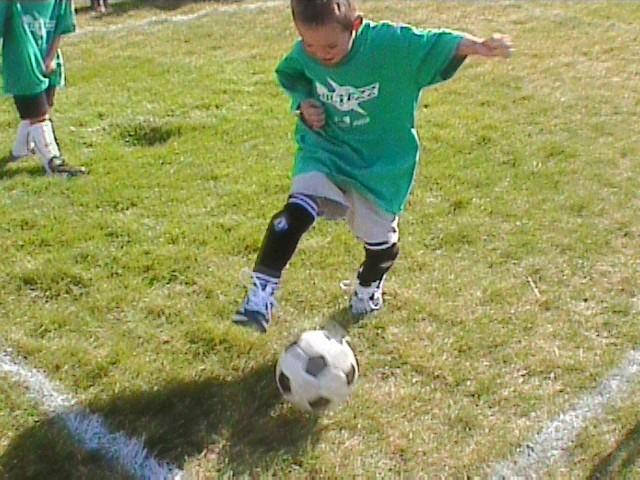
Barn spelar fotboll.

Begreppet barnidrott avser sport och idrott på organiserad nivå som utövas av barn. Inom lagsport talar man ofta om "knattelag". 
Barnidrottens regler är ofta förenklade, med till exempel fem- och sjumannalag inom bandyn och fotbollen i stället för elvamannalag, som är normalt i seniorsammanhang, och tävlingstänkandet tonas ner till förmån för mer lek och social samvaro. Inom barnidrotten kritiseras ibland tränare som försöker "toppa" laget och föräldrar som "hetsar" sina barn att bli framgångsrika.
I Sverige talar man om barnidrott upp till 12 års ålder. innan ungdomsidrotten tar vid.
Cirka 67 % av pojkarna och cirka 50 % av flickorna i Sverige är aktiva inom barnidrott.
Man skiljer ofta på barnidrott och ungdomsidrott.